# Josh Hamilton (Schauspieler)
Joshua „Josh“ Cole Hamilton (* 9. Juni 1969 in New York City) ist ein US-amerikanischer Schauspieler.

## Leben und Leistungen
Josh Hamilton ist ein Sohn des als Regisseur und Schauspieler tätigen Dan Hamilton sowie der Schauspielerin und Drehbuchautorin Stephanie Braxton. Er studierte Theaterkunst an der Brown University. Später wurde er Mitbegründer der Malaparte Theater Company. In wiederkehrenden Abständen sah man ihn unter anderem am Broadway Theater in New York. 2017 spielte er in dem Theaterstück The Antipodes, der Pulitzer-Preisträgerin Annie Baker an der Seite von Josh Charles und Will Patton.
Seine erste Filmrolle spielte Hamilton an der Seite von Alyssa Milano und Danny Aiello in dem Filmdrama Girls Wanna Have Fun aus dem Jahr 1984. Für die Rolle in dem Fernsehdrama Abby, My Love (1991) gewann er im Jahr 1992 den Emmy Award. In dem Filmdrama Überleben! (1993) spielte er neben Ethan Hawke eine der größeren Rollen. In der Filmkomödie Wer hat Angst vor Jackie-O.? (1997) spielte er die Rolle von Marty Pascal, der mit seiner Zwillingsschwester Jackie (Parker Posey) eine inzestuöse Beziehung hat. Im Actionthriller Die Bourne Identität (2002) war er an der Seite von Matt Damon und Franka Potente zu sehen. In der in Indien spielenden Kulturschock-Komödie Outsourced – Auf Umwegen zum Glück (2006) spielte Hamilton seine erste tragende Hauptrolle.

## Filmografie (Auswahl)
- 1984: Girls Wanna Have Fun (Old Enough)
- 1984: Moving in – Eine fast intakte Familie (Firstborn)
- 1985: Nicht unsere Tochter (Not My Kid)
- 1988: Eine andere Frau (Another Woman)
- 1991: Abby, My Love
- 1993: Überleben! (Alive)
- 1994: Ein genialer Freak (With Honors)
- 1995: Kicking and Screaming
- 1997: Wer hat Angst vor Jackie-O.? (The House of Yes)
- 2000: Sex and the City (Fernsehserie, Episode 3x10)
- 2002: Ice Age (nur Stimme)
- 2002: Die Bourne Identität (The Bourne Identity)
- 2002: On_Line
- 2003: The ’60s
- 2006: Outsourced – Auf Umwegen zum Glück (Outsourced)
- 2011: J. Edgar
- 2012: Good Wife (The Good Wife, Fernsehserie, Episode 3x16)
- 2013: Elementary (Fernsehserie Episode 1x18)
- 2013: American Horror Story (Fernsehserie, 7 Episoden)
- 2013: Dark Skies – Sie sind unter uns (Dark Skies)
- 2014: Gracepoint (Fernsehserie, 10 Episoden)
- 2016: Manchester by the Sea
- 2017–2020: Tote Mädchen lügen nicht (13 Reasons Why, Fernsehserie, 35 Episoden)
- 2018: Blaze
- 2018: Eighth Grade
- 2020: Tesla
- 2020: Mrs. America (Fernsehserie, Episode 1x06)
- 2021: Sechzehn Stunden Ewigkeit (The Map of Tiny Perfect Things)
- 2021: False Positive
- 2021: A Mouthful of Air
- 2021–2022: The Walking Dead  (Fernsehserie, 15 Episoden)
- 2023: Landscape with Invisible Hand
- 2023: Maestro
- 2023: Reality